# Gilles Pauchard
Gilles Pauchard (né le 11 février 1968) est un coureur cycliste et directeur sportif français.

## Biographie
Il passe par les clubs du Creusot, de Belfort, Varennes-Vauzelles, Aubervilliers et de Créteil. Il termine sa carrière de coureur au CR4C Roanne en 1997.
Titulaire du brevet d'État d'éducateur sportif (BEES) depuis 1991 et des brevet d'éducateur fédéral, il devient directeur sportif de ce club l'année suivante. Il occupe ce poste jusqu'en 2009. Durant cette période, il remporte la  Coupe de France des clubs DN1 avec ce club.
En 2010, il part chez Sojasun Espoirs A.C. Noyal-Châtillon, réserve de l'équipe professionnelle Saur-Sojasun au sein de laquelle il officie occasionnellement. Il intègre l'encadrement de Saur-Sojasun en 2011, tout en continuant de diriger l'équipe réserve. Après la disparition de Saur-Sojasun fin 2013, l'entreprise Sojasun devient sponsor de l'équipe Cannondale, qui recrute Gilles Pauchard. À la suite de la fusion de Cannondale avec Garmin fin 2014, Gilles Pauchard n'est pas conservé dans l'effectif. Il encadre ensuite les équipes Roubaix Lille Métropole en 2015 puis Delko-Marseille Provence-KTM en 2016. En 2017, il revient au CR4C Roanne pour en diriger ponctuellement l'équipe, tout en travaillant pour l'équipe professionnelle FDJ,.
En 2018, il devient directeur sportif de la nouvelle équipe professionnelle Vital Concept et le reste jusqu’à la disparition de cette formation.

## Palmarès
- 1986
  - Tour de la Vallée de la Trambouze
- 1992
  - 2e et 7e (contre-la-montre par équipes) étapes du Tour du Faso
  - 3e du Prix de La Charité-sur-Loire
- 1993
  - 2e du Grand Prix de Saint-Étienne Loire
- 1994
  - 3e du Tour Nord-Isère
- 1995
  - 2e de Annemasse-Bellegarde et retour
  - 3e de Rouen-Gisors
- 1996
  - 3e du Circuit de Saône-et-Loire